# Бусигіни
Буси́гіни (рос. Бусыгины) — присілок у складі Котельницького району Кіровської області, Росія. Входить до складу Молотниковського сільського поселення.
Населення становить 24 особи (2010, 32 у 2002).
Національний склад станом на 2002 рік — росіяни 97 %.